# Eugenio Gross Molina
Eugenio Patricio Gross Molina (Illapel, 25 de octubre de 1955) es un geógrafo y politólogo chileno que se desempeñó como alcalde de la ciudad de Copiapó en 1983, cargo en el que fue designado por la Junta de Gobierno de Chile luego de ser secretario municipal desde 1981 hasta 1983.
Durante su período como alcalde orientó su gestión a profesionalizar y modernizar la municipalidad. Para ello, se crearon varias nuevas unidades y empezaron a realizarse análisis técnicos antes de llevar a cabo las obras, gracias a lo cual, se pudo prever que la ciudad se extendería rápidamente en los sectores altos. Asimismo, se previó el crecimiento hacia el sector de la actual ciudad-satélite de El Palomar y la conurbación con Paipote. 
Dentro de su período destaca la construcción de la primera biblioteca pública de Copiapó (1983), como también la pavimentación de calles del casco histórico de la ciudad, tales como Talcahuano y Rancagua, además de varias calles aledañas a la Universidad de Atacama y de los sectores altos. A su vez, se continuó con la regularización urbana de los sectores altos de la ciudad.